# Heino Falcke (Astronom)

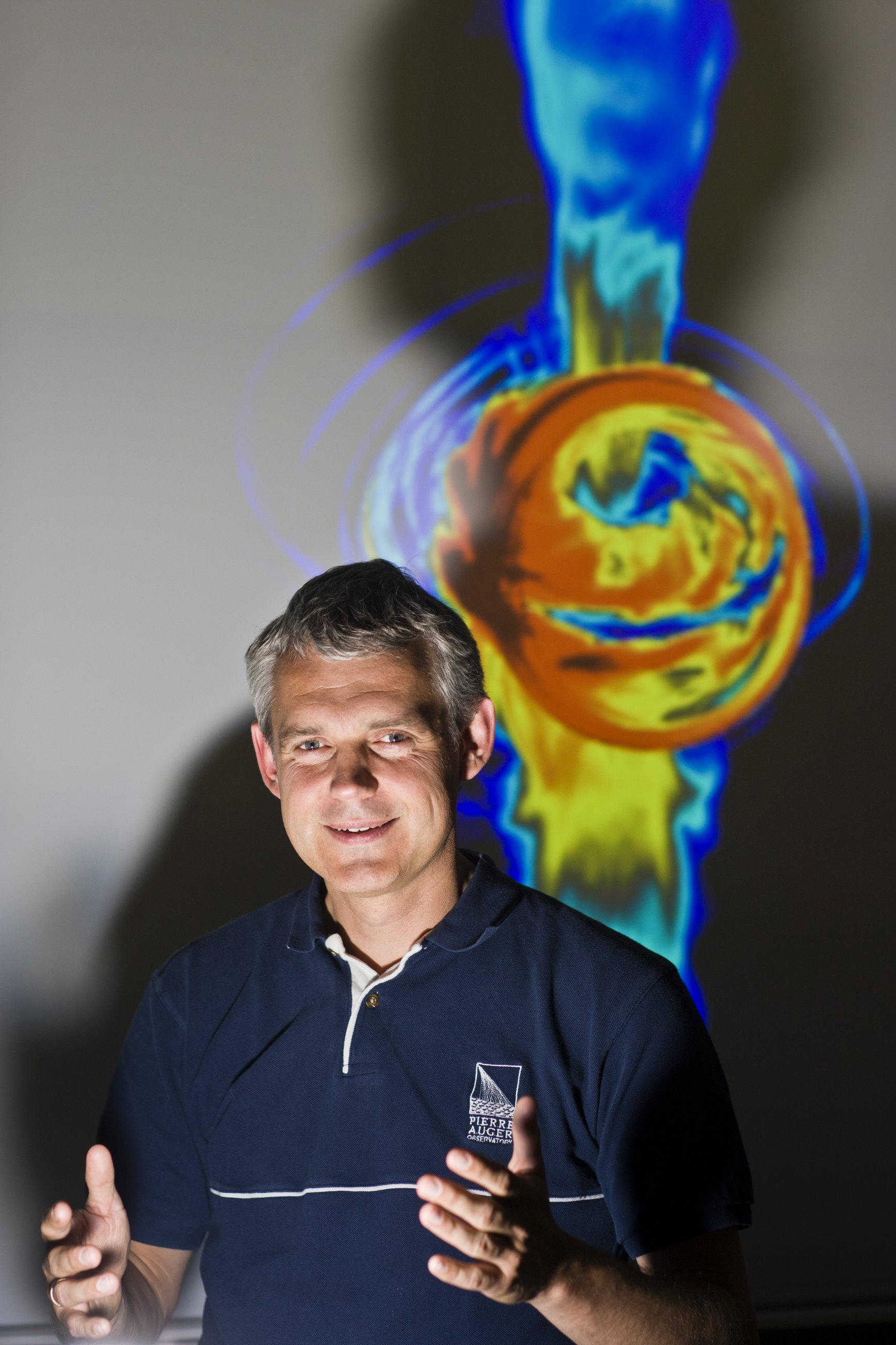
Heino Falcke (2011)

Heino Dietrich Erhard Falcke (* 26. September 1966 in Köln) ist ein deutscher Radioastronom. Er ist Professor an der Radboud-Universität Nijmegen.

## Leben und Werk
Falcke ist der ältere von zwei Söhnen des Arztes Sigurd Falcke (* 1940 in Königsberg) und dessen Ehefrau Erika. Er absolvierte nach dem Abitur am Gymnasium der Stadt Frechen ein Physikstudium an den Universitäten Köln und Bonn, das er 1992 abschloss. 1994 wurde er mit summa cum laude an der Universität Bonn promoviert (Hungernde Löcher und aktive Kerne: die zentrale Maschine in galaktischen Zentren). Er arbeitete als Wissenschaftler am Max-Planck-Institut für Radioastronomie (MPIfR). Danach war er an dessen optischer Interferometergruppe und als Post-Doktorand an der University of Maryland. Ab 1999 war er festangestellter Wissenschaftler am MPIfR und Gastprofessor am Steward Observatory in Tucson. 2001 wurde er habilitiert und Privatdozent an der Universität Bonn und 2002 Assistenzprofessor und 2007 Professor an der Radboud-Universität Nijmegen. Seit 2003 ist er leitender Wissenschaftler am Low-Frequency-Array-Projekt (LOFAR).
Er arbeitete auch mit der Europäischen Weltraumorganisation (ESA), dem Nationalen Zentrum für Weltraumwissenschaften der Chinesischen Akademie der Wissenschaften sowie der Abteilung für Wissenschaft und Technik der Radioastronomie des Astronomischen Observatoriums Shanghai zusammen daran, das LOFAR auf den Mond auszudehnen, bevor das Projekt ab 2020 unter dem Arbeitstitel Hongmeng alleine von China weitergeführt wurde.
Er interessiert sich für das SETI-Projekt und befasst sich mit Radiowellen von Schauern kosmischer Strahlung, Schwarzen Löchern (zum Beispiel dem im Zentrum der Milchstraße im Bereich Sagittarius A*), aktiven Galaxienkernen, Seyfert-Galaxien und LINER-Galaxien.
2000 schlug er mit Eric Agol und Fulvio Melia die Möglichkeit der Beobachtung des Ereignishorizonts mit zusammengeschalteten Radioteleskopen (VLBI bei Submillimeter-Wellenlängen) vor, die im Event Horizon Telescope realisiert wird. Dieses war im April 2019 mit dem Bild des zentralen Schwarzen Lochs in M 87 erfolgreich.
2013 entwickelte er mit Luciano Rezzolla (Max-Planck-Institut für Gravitationsphysik Potsdam) eine Theorie zur Erklärung der Schnellen Radioblitze (Fast Radio Bursts, FRB), die 2007 erstmals von Duncan Lorimer und David Narkevic entdeckt wurden. Sie dauerten nur wenige Millisekunden und wiederholten sich nicht. Ihre Quelle war außerdem wahrscheinlich mehrere Milliarden Lichtjahre entfernt, viel weiter als die entferntesten beobachtbaren Pulsare. Nach Falcke und Rezzolla entstehen sie, wenn nach einer Supernova der kollabierte Stern der Masse nach eigentlich ein Schwarzes Loch bilden sollte, aufgrund hoher Rotationsgeschwindigkeit aber zunächst am Kollaps gehindert wird. Der Kollaps zum Schwarzen Loch erfolgt erst nach einiger Zeit unter Abstrahlung des Magnetfeldes des rotierenden Neutronensterns, was zum Radioausbruch führt. Sie nannten ihr Modell Blitzar.
Falcke ist Mitglied des nationalen niederländischen Instituts für Kern- und Teilchenphysik (NIKHEF) und Gastwissenschaftler am Max-Planck-Institut für Radioastronomie.
2020 veröffentlichte er das populärwissenschaftliche Buch Licht im Dunkeln: Schwarze Löcher, das Universum und wir, das auch über das von ihm mit initiierte Projekt der Beobachtung schwarzer Löcher mit einem die Erde umspannenden Radioteleskopnetzwerk berichtet. Er ist einer der Kommentatoren in der TV-Dokumentarreihe Das Universum – Eine Reise durch Raum und Zeit und in Strip the Cosmos.

## Privates
Er wohnt in Frechen, ist verheiratet und hat drei Kinder. Als Prädikant der Evangelischen Kirche im Rheinland hält er zudem Gottesdienste in der Evangelischen Kirche Frechen. Er ist 1. Vorsitzender des CVJM Frechen e. V.

## Preise und Ehrungen
2000 erhielt er den Ludwig-Biermann-Förderpreis. 2006 erhielt er den Akademiepreis der Berlin-Brandenburgischen Akademie der Wissenschaften. und 2008 einen Advanced Grant des European Research Council. 2011 gewann er den Spinoza-Preis, den höchsten niederländischen Wissenschaftspreis. Ende 2013 erhielt er zusammen mit drei Kollegen seines Forschungsverbundes eine EU-Synergy Grant von 14 Millionen €, die höchstdotierte und begehrteste vom Europäischen Forschungsrat vergebene Förderung, zum Bau einer virtuellen Kamera zur erstmaligen Visualisierung eines Schwarzen Loches bei Sagittarius A.
Seit 2013 ist er ordentliches Mitglied der Academia Europaea. 2016 wurde er zum Ritter des Ordens vom Niederländischen Löwen ernannt.
Am 26. April 2018 wurde ein Asteroid nach ihm benannt: (12654) Heinofalcke.
Für 2021 wurde Falcke die Petrie Prize Lecture und gemeinsam mit Sheperd Doeleman die Henry-Draper-Medaille zugesprochen. Ebenfalls 2021 wurde Falcke gemeinsam mit Andrzej Trautman die Amaldi-Medaille verliehen. In diesem Jahr zählt er auch zu den mit dem Medienpreis „Goldener Kompass“ der Christlichen Medieninitiative pro Ausgezeichneten. 2023 wurde er mit dem Balzan-Preis ausgezeichnet.

## Schriften (Auswahl)
- Hungernde Löcher und aktive Kerne: die zentrale Maschine in galaktischen Zentren, (Dissertation, Universität Bonn, 1994), DNB 942216822.
- mit Jörg Römer: Licht im Dunkeln: schwarze Löcher, das Universum und wir, Klett-Cotta, Stuttgart 2020, ISBN 978-3-608-98355-5.
- mit Dagmar Falcke: Kekskrümel im All. Wie groß ist die Unendlichkeit? (Kinderbuch) mit Illustrationen von Gareth Ryans, Fischer Sauerländer, Frankfurt am Main 2024, ISBN 978-3-7373-7247-3.